# Nobuhiro Watsuki
Nobuhiro Watsuki (和月 伸宏, Watsuki Nobuhiro), né le 26 mai 1970 dans la préfecture de Niigata au Japon, est un mangaka.

## Biographie
Alors qu'il est encore à l'école primaire, il se passionne déjà pour le dessin grâce à son frère de 3 ans son aîné. Il s'investit plus sérieusement dans le dessin lors de son entrée au collège. Il pratique aussi en parallèle le kendo ce qui lui donne goût aux arts martiaux.
Il remporte en 1987 le Prix Tezuka, un concours organisé par le magazine Shōnen Jump, avec le manga Teacher Pon.
Il travaille jusqu'en 1993 avec le mangaka Takeshi Obata (Hikaru No Go, Death Note) en tant qu'assistant sur les manga Arabian lamp lamp (Rampou en francophonie) et Chikarabito (histoire sur le sumo). Il se consacre ensuite à l'élaboration de ses propres mangas et commence en 1994 son œuvre majeure, Rurōni Kenshin (Kenshin le vagabond en francophonie) qui est prépublié dans le Shōnen Jump.
Ses principales influences sont Minako Nanita (Alien Street), Fujiko Fujio (Doraemon), Mitsuru Adachi (Touch), Masakazu Katsura (Wingman), Osamu Tezuka (Black Jack) mais aussi les comics américains (X-men).
Certains de ses anciens assistants sont maintenant de célèbres mangaka, comme Eiichirō Oda (One Piece) ou Hiroyuki Takei (Shaman King).
Il a également été character designer pour le compte de SNK dans la série des Samurai Shodown, ce qui peut expliquer la ressemblance frappante entre Shizumaru de Samurai Shodown III: Blades of Blood et Kenshin[réf. nécessaire]).
En novembre 2017, l'auteur est arrêté et condamné à une amende de 200 000 yens pour détention de vidéos pédopornographiques. Sa nouvelle série Rurouni Kenshin: Hokkaido-hen, qui fait suite à Kenshin le vagabond, a été suspendue durant un temps à la suite de cette nouvelle par son magazine Jump SQ, avant de reprendre son cours en juin 2018 une fois le jugement prononcé.

## Œuvres
- Teacher Pon, 1987
- Kenshin le vagabond, 28 volumes, 1994-1999
- Gun Blaze West, 3 volumes, 2001
- Busō Renkin, 10 volumes, 2003-2005
- Embalming : Une autre histoire de Frankenstein, 10 volumes, 2007-2015
- Rurōni Kenshin: Restoration (Rurouni Kenshin Cinema-ban) -  2012[4]
- Rurōni Kenshin: Hokkaido-hen, 7 tomes, depuis 2016[5]